# Піонер П-1
Піонер П-1 (англ. Pioneer P-1, укр. Першопроходець), інші назви Атлас-Ейбл-4Ей (англ. Atlas Able 4A), Pioneer-W  — аварія 24 вересня 1959 року на космодромі Мис Канаверал під час підготовки до запуску космічного апарата для дослідження Місяця за програмою Піонер. Це мав бути перший запуск ракети-носія Атлас-Сі-Ейбл. Після статичних випробувань двигуна ракети-носія Атлас-Сі-Ейбл стався вибух і спалахнула пожежа, що знищила ракету-носій і пошкодила стартовий майданчик. Під час цього випадку до ракети не було приєднано космічного апарата.